# Салицилат кадмия
Салицилат кадмия — неорганическое соединение,
соль кадмия и салициловой кислоты с формулой Cd(C7H5O3)2,
бесцветные кристаллы,
слабо растворяется в холодной воде,
образует кристаллогидраты.

## Физические свойства
Салицилат кадмия образует бесцветные кристаллы.
Слабо растворяется в холодной воде, растворяется в горячей.
Образует кристаллогидраты состава Cd(C7H5O3)2•H2O.